# Jenkinshelea sudwalai
Jenkinshelea sudwalai är en tvåvingeart som beskrevs av Meillon och Wirth 1983. Jenkinshelea sudwalai ingår i släktet Jenkinshelea och familjen svidknott. Inga underarter finns listade i Catalogue of Life.